# Fletcher D. Proctor
Fletcher Dutton Proctor, född 7 november 1860 i Cavendish, Vermont, död 27 september 1911 i Proctor, Vermont, var en amerikansk republikansk politiker. Han var guvernör i delstaten Vermont 1906–1908. Han var son till Redfield Proctor.
Proctor tjänstgjorde som verkställande direktör för familjeföretaget Vermont Marble Company och precis som brodern Redfield Proctor Jr. följde han i faderns fotspår som politiker. Han var talman i Vermont House of Representatives, underhuset i delstatens lagstiftande församling, 1900–1902.
Proctor efterträdde 1906 Charles J. Bell som guvernör och efterträddes 1908 av George H. Prouty. Proctor avled 1911 i staden Proctor och gravsattes på South Street Cemetery. Sonen Mortimer R. Proctor var guvernör i Vermont 1945–1947.